# 348383 Petibon
348383 Petibon este o planetă minoră (asteroid) din centura de asteroizi. A fost descoperită pe 2 aprilie 2005 la Nogales de Jean-Claude Merlin⁠(d). 
Obiectul prezintă o orbită caracterizată de o semiaxă mare de 2,3612987750511 UAi, o excentricitate de 0,16, o înclinație de 2,3 ° în raport cu ecliptica.